# Royal Aircraft Factory B.E.8
Royal Aircraft Factory B.E.8 byl britský jednomotorový dvoumístný víceúčelový vojenský dvouplošník, užívaný v období první světové války. Byl navržen roku 1913 Johnem Kenworthym:s.171 v Royal Aircraft Factory, a v prvním roce války byl v omezených počtech bojově užíván Royal Flying Corps na západní frontě, a později až do roku 1916 typ sloužil jako cvičný letoun.:s.174

## Vznik a vývoj
B.E.8 představoval vyvrcholení vývoje dřívějšího typu B.E.3 a byl posledním z řady strojů B.E. s rotačním motorem. Hlavní změny proti B.E.3 představovalo posazení trupu na spodní křídlo, jak bylo obvyklé u dvouplošníků s tažně instalovanou pohonnou jednotkou, a ocasní plochy odpovídající typu B.E.2. V továrně Royal Aircraft Factory ve Farnborough vznikly tři prototypy s jedním dlouhým kokpitem pro oba členy osádky. Sériové stroje měly dva samostatné kokpity, a jejich výroba probíhala u subdodavatelů. V roce 1915 vznikla vylepšená varianta B.E.8a s křídly z typu B.E.2c s křidélky namísto dosavadního kroucení křídel a přepracovanými ocasními plochami, odpovídajícími stoji B.E.2e,:s.176 které měly kompenzovat tendenci původního provedení ke vstupu do vývrtky.:s.176

## Operační historie
Obě provedení stroje byla zavedena do služby u Royal Flying Corps a v malých počtech sloužila v letech 1914 a 1915 na francouzské frontě, ale většina byla užívána u cvičných jednotek.

## Varianty
B.E.8
Původní sériová verze užívající kroucení křídel
B.E.8a
Pozdější provedení vybavené křidélky

## Uživatelé

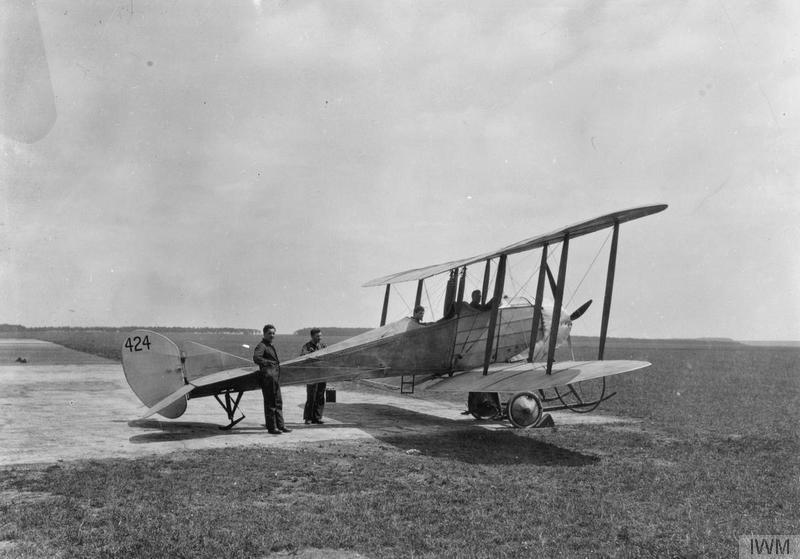
Royal Aircraft Factory B.E.8

- Spojené království
  - Royal Flying Corps
    - 1. peruť RFC
    - 2. peruť RFC
    - 3. peruť RFC
    - 5. peruť RFC
    - 6. peruť RFC
    - 9. peruť RFC

## Specifikace (B.E.8)
Údaje dle:s.175 a:s.376

### Technické údaje
- Osádka: 2 (pilot a pozorovatel)
- Délka: 8,30 m (27 stop a 3 palce)
- Rozpětí: 12,04 m (39 stop a 6 palců)[p 1]
- Výška: 2,84 m (9 stop a 4 palce)[3]:s.22
- Nosná plocha: 34,18 m² (368 čtverečních stop)
- Prázdná hmotnost:
- Vzletová hmotnost:
- Pohonná jednotka: 1 × vzduchem chlazený rotační motor Gnome
- Výkon pohonné jednotky: 80 hp (60 kW)

### Výkony
- Maximální rychlost: 113 km/h (70 mph)
- Vytrvalost: 1,5 hod. letu
- Dostup:
- Stoupavost: 1,4 m/s (285 stop za minutu)[p 2]

### Výzbroj
- ruční zbraně osádky
- 1 × puma o hmotnosti 45 kg (100 lb)